# Роверандом
«Роверандом» (англ. Roverandom) —дитячий казково-фентезійний роман (за іншими джерелами повість) англійського письменника Дж. Р. Р. Толкіна. Створена у 1925 році. Після успіху «Гобіта» книга була підготована до друку ще у 1937 році, проте видана лише 1998 року. Хоча твір написаний у тоні дитячого оповідання, проте містить багато алюзій та посилань подібно до іншої казки «Фермер Джайлз із Гема». У книзі розповідається про пригоди цуценяти Ровера, якого чарівник перетворює на іграшку. Ровер відвідує Місяць та підводний світ аби знайти чарівника та повернути собі нормальний розмір. Дж. Толкін написав цю історію, щоб утішити свого сина Майкла, який загубив іграшкового песика.

## Сюжет
Цуцик Ровер грався із м'ячиком на подвір'ї, коли його вирішив трохи подражнити чарівник, що проходив повз. Проте Ровер кусає його і той перетворює песика на іграшку. Ровер опиняється у коробці з іншими іграшками у магазині, де його купляють за 6 пенсів для маленького хлопчика, що живе коло моря. Вночі Ровер намагається втекти, але безрезультатно. Вранці ж хлопчик йде з братами на прогулянку вздовж берега моря і губить свою нову іграшку. Там Ровер потрапляє на очі піщаному чарівнику-псаматисту Псаматосу Псаматідесу, який повертає йому здатність рухатись вдень і повідомляє, що його зачаклував перський чаклун Артаксеркс, що тепер мешкає у Першорі. Ровер вирішує не повертатись до своєї хазяйки, доки не збільшиться до звичайного розміру.
Псаматос відправляє Ровера разом з чайкою-поштарем М'ю місячною доріжкою на Місяць, де мешкає Людина-на-Місяці, що займається створенням чарів та снів. Дорогою вони зупиняються на скелях, де М'ю отримує від старійших чайок листи для місячного чарівника, а також пролітають над островом собак, де на деревах замість плодів трубчасті кістки. М'ю залишає Ровера на Місяці, де Людина-на-Місяці дає йому нове ім'я Роверандом, оскільки вже має собаку Ровера. Роверандом також отримує крильця, як у свого нового приятеля. Роверандом з'ясовує, що на Місяці досить різноманітна флора та фауна. Одного разу Роверандом і Ровер заблукали під час однієї з прогулянок і сховались у печері від снігопаду. Печера виявилась помешканням Білого Дракона, який почав переслідувати собак, але Людина-на-Місяці за допомогою чарів подолав дракона, що призвело до того, що наступне затемнення не відбулося.
Через кілька днів Людина-на-Місяці і Роверандом вирушили на темний бік Місяця через тунель під баштою. Там вони побачили дітей, що грали у різні ігри. Людина-на-Місяці пояснив Роверандому, що це сни цих дітей, які він створив і які іноді збуваються. Серед дітей Роверандом зустрів хлопчика, якому його купили як іграшку, і розповів про свої пригоди. Хлопчик незабаром зник  — прокинувся. Після цього Людина-на-Місяці і Роверандом дивилися на Землю у телескоп, де хлопчик продовжував пошуки своєї іграшки, а також помічають Артаксеркса. Через деякий час Людина-на-Місяці повідомив, що Роверандому можна повертатись на Землю, оскільки Артаксеркс одружився з літньою донькою морського царя та став Пан-Атлантичним і Тихоокеанським Магом. М'ю везе Роверандома на Землю. Вони зупиняються на острові собак, а потім прибувають на узбережжя до Псаматоса.
Псаматос намагається повернути Роверандому його звичайний розмір, але закляття Артаксеркса виявляється надто сильним, його може зняти лише він сам. Щоб попросити його про це, Роверандом пливе з китом Юіном до палацу морського царя. Артаксеркс проте виявляється дуже зайнятим і відмовляється одразу розчаклувати Роверандома. Його дружина просить, щоб він поки перетворив кінцівки песика на плавці. У палаці Роверандом зустрічає іншу зачаровану собаку Ровера, який колись потонув разом зі своїм господарем вікінгом. Роверандом багато подорожує морем з Ровером та Юіном, оскільки Артаксеркс постійно відкладає перетворення. Одного разу Артаксеркс вирушив до печери Морського Змія, який спричинив величезну водоверть. Через Роверандома змій прокинувся, що спричинило невдоволення морських жителів Артаксерксом. Морський Змій тепер вимагав аби того вигнали з моря. Артаксеркс частково знищив свої чари та магічне приладдя, частково викинув на смітник і пішов з моря разом з дружиною.
На березі Роверандом знову попрохав Артаксеркса повернути йому його вигляд, але виявилось, що чарівник знищив усе своє приладдя. Проте виявилось, що його дружина підібрала його чарівний мішечок з чарівною паличкою-авторучкою. Артаксеркс нарешті повернув Роверандому звичайний вигляд і песик пішов додому. Артаксеркс відкрив крамницю, його дружина також стала займатись бізнесом. Роверандом повернувся додому, де зустрів того самого хлопчика. Виявилось, що хазяйка песика була ще й бабусею цього хлопчика.

## Персонажі
- Ровер(андом) — цуценя білого кольору з чорними плямами, спершу невиховане, через що перетворене чарівником на іграшку
- Артаксеркс — чарівник-перс з Першору, який перетворив Ровера на іграшку, пізніше морський маг та власник крамниці
- Псаматос Псаматідес (Псаматос Псаматидес[К 1]) — головний псаматист, має довгі вуха і кролячі ноги, вдень спить під піском на березі моря
- М'ю (Мева[К 1]) — чайка-поштар Людини-на-Місяці, возив Ровера на Місяць та назад
- Людина-на-Місяці (Місячанин[К 1]) — могутній чарівник з Місяця, який створює для дітей сни та який дав Роверу ім'я Роверандом
- Ровер — собака з крилами Людини-на-Місяці, який опинився на супутнику Землі, коли впав з Краю Світу; вважає, що добре знає Місяць, а себе першою собакою, що отримала ім'я Ровер
- Білий Дракон — дракон, що потрапив з Землі на Місяць і став керувати затемненнями
- Юін (Уїн[К 1]) — один з Великих Китів, що доправляв Роверандома на дно моря і на узбережжя
- Ровер — собака з плавцями, що колись належав ватажку вікінгів; вважає, що добре знає Світовий океан, а себе першою собакою, що отримала ім'я Ровер
- Морський Змій — підводне чудовисько, що спить у печері та іноді спричиняє природні лиха
- Місіс Артаксеркс (пані Артаксерксова[К 1]) — донька морського царя і дружина Артаксеркса
- Хлопчик — власник Роверандома, що мешкав з братами та батьками на березі моря, алюзія на Майкла Толкіна
- Бабуся — власниця Ровера та Тінкера
- Тінкер (Пустунка[К 1]) — кіт, з яким разом жив Ровер